# Маккензи, Генри
Ге́нри Макке́нзи (англ. Henry Mackenzie; 26 августа 1745, Эдинбург — 14 января 1831, Эдинбург) — шотландский писатель, драматург, поэт и издатель.

## Биография
Родился 26 августа 1745 года в Эдинбурге. Отец, Джошуа Маккензи (Joshua Mackenzie), был врачом. Генри Маккензи провёл юношество в Эдинбурге. 
Учился в Королевской средней школе, а затем поступил в Эдинбургский университет. В 1765 году поехал в Лондон продолжать обучение в области юриспруденции.
Профессиональная деятельность не помешала ему посвятить себя литературе. В 1771 году анонимно выпустил роман «Человек чувства» закрепивший за ним славу главной литературной фигуры Шотландии. В следующие годы Маккензи написал «Человек мира» и «Джулия де Рубинье» (роман в письмах затрагивающий проблему рабства в США). 
Его творчество оказало значительное влияние на работы Вальтера Скотта, который также написал его биографию. Маккензи издавал по образцу The Spectator журналы The Mirror (1779—1780) и The Lounger (1785—1787), обнаруживая сатирический талант и истинный юмор.
В 1808 году писатель издал полное собрание своих работ в восьми томах.
Умер 14 января 1831 года в Эдинбурге.